# العتامنة (لعثامنة)
العتامنة هي إحدى مشيخات المملكة المغربية، تتبع جغرافيا لإقليم بركان وإداريًا للعثامنة. يقدر عدد سكانها بـ 11548 نسمة حسب الإحصاء الرسمي للسكان والسكنى لسنة 2004.